# 穆尔加陶尔
穆尔加陶尔（Murgathaul），是印度西孟加拉邦Barddhaman县的一个城镇。总人口7872（2001年）。

## 人口
该地2001年总人口7872人，其中男性4358人，女性3514人；0—6岁人口1148人，其中男575人，女573人；识字率52.79%，其中男性为63.95%，女性为38.96%。